# فون در پالن (دهانه)
فون در پالن یک دهانه برخوردی در ماه‌ است.